# Jenne
Jenne ist eine Gemeinde in der italienischen Metropolitanstadt Rom, Region Latium mit 320 Einwohnern (Stand 31. Dezember 2023).

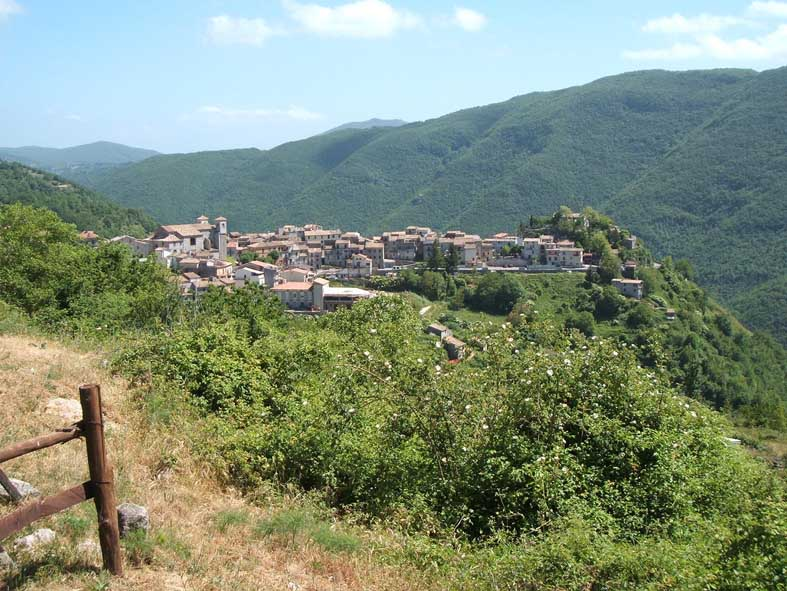
Jenne

## Geographie
Jenne liegt 81 km östlich von Rom oberhalb des Tals des Aniene im Regionalpark der Monti Simbruini, einem Vorgebirge der Abruzzen. Jenne ist Mitglied der Comunità Montana Valle dell’Aniene.

## Geschichte
Jenne wurde das erste Mal in einer Urkunde von Papst Leo IX. (1049–54) erwähnt, der der Abtei Subiaco den Besitz eines Fundus Gehenna bestätigte. Auf einem Gedenkstein in der Abtei Santa Scolastica in Subiaco von 1052 wird unter deren Besitzungen auch ein Castrum Jennarorum aufgezählt.
1079 besetzte Ildemondo dei Conti an der Spitze eines Normannenheers den Ort und die Burg. 1113 gab Abt Giovanni aus Subiaco den Ort als Lehen an seinen Verwandten Crescenzo, den Bischof von Alatri. Ihm folgte 1176 Filippo di Marano, den ersten Herren von Jenne, und Urgroßvater von Rinaldo II. von Jenne, dem späteren Papst Alexander IV. Dessen Nachfolger Rinaldo III. von Jenne musste seinen Besitz schließlich 1300 an Kardinal Francesco Caetani abtreten.
1639 gab Urban VIII. den Ort wieder an die Abtei in Subiaco zurück.

## Bevölkerungsentwicklung
| Jahr      | 1881 | 1901 | 1921 | 1936 | 1951 | 1971 | 1991 | 2001 |
| Einwohner | 1655 | 1314 | 2271 | 1158 | 1267 | 712  | 553  | 497  |

Quelle: ISTAT

## Politik
Am 5. Juni 2016 wurde Giorgio Pacchiarotti (Lista Civica: Vivere Jenne) zum neuen Bürgermeister gewählt.

## Sehenswürdigkeiten
Von der Burg blieb nur die Kapelle Santa Maria in Arce mit Fresken aus dem 13. Jahrhundert übrig. Davor erinnert ein Denkmal an Papst Alexander IV., der hier geboren wurde.

## Regelmäßige Veranstaltungen
Vom 14. bis zum 17. August finden zu Ehren des Stadtpatrons San Rocco Prozessionen und Dorffeste statt.